# Sun-Oka Beach Park
Sun-Oka Beach Park är en park i Kanada.   Den ligger i provinsen British Columbia, i den södra delen av landet, 3 300 km väster om huvudstaden Ottawa. Sun-Oka Beach Park ligger 342 meter över havet.
Terrängen runt Sun-Oka Beach Park är kuperad åt sydväst, men åt nordost är den bergig. Sun-Oka Beach Park ligger nere i en dal. Närmaste större samhälle är Penticton, 9,8 km söder om Sun-Oka Beach Park.
I omgivningarna runt Sun-Oka Beach Park växer i huvudsak barrskog. Runt Sun-Oka Beach Park är det ganska tätbefolkat, med 192 invånare per kvadratkilometer.